# أسد قيصر
أسد قيصر ( (بالأردية: اسد قیصر)‏ ؛ من مواليد 15 نوفمبر 1969) سياسي باكستاني . وهو الرئيس السابق للجمعية الوطنية الباكستانية ، من أغسطس 2018 إلى أبريل 2022. كان عضوا في الجمعية الوطنية الباكستانية من أغسطس 2018 حتى يناير 2023. سابقًا ، كان عضوًا في المجلس الإقليمي لخيبر بختونخوا من 2013 إلى 2018 وشغل منصب رئيس مجلس النواب الرابع عشر لجمعية خيبر بختونخوا ، من مايو 2013 إلى أغسطس 2018.